# ELK1
La proteína ELK1 es un factor de transcripción codificado en humanos por el gen elk1. ELK1 stands for Ets LiKe gene1.

## Función
La proteína ELK1 pertenece a la familia ETS de factores de transcripción así como a la subfamilia del factor de complejo ternario (TCF). Las proteínas de la subfamilia TCF forman un complejo ternario mediante su unión con el factor de respuesta sérico y el elemento de respuesta sérico dispuesto en el promotor del proto-oncogén c-Fos. ELK1 es una diana nuclear para la ruta de señalización Ras-Raf-MAPK.

## Interacciones
La proteína ELK1 ha demostrado ser capaz de interaccionar con:
- EP300[3]
- MAPK1[4][5]